# Symfonie in wit nr. 1 (Het witte meisje)
Symfonie in wit nr. 1, ook bekend als Het witte meisje, (Engels: Symphony in White, No. 1: The White Girl) is een bekend schilderij van James McNeill Whistler. Het werk, dat grotendeels in verschillende tinten wit is uitgevoerd, is een portret van Joanna Hiffernan, model en maîtresse van de schilder. Het werd tentoongesteld op de Salon des Refusés in 1863 waar het veel aandacht kreeg. Sinds 1943 maakt het deel uit van de collectie van de National Gallery of Art in Washington D.C.

## Voorstelling
Whistler werkte aan dit schilderij in de winter van 1861-62. Even daarvoor had hij het Ierse model Joanna Hiffernan ontmoet in Londen, waar hij in 1859 neergestreken was. Hiffernan is geportretteerd staand op een wolvenhuid met een witte lelie in haar hand.  Op de grond zijn nog enige andere bloemen te zien. In een brief aan George du Maurier beschreef de schilder zijn werk als volgt:

... a woman in a beautiful white cambric dress, standing against a window which filters the light through a transparent white muslin curtain – but the figure receives a strong light from the right and therefore the picture, barring the red hair, is one gorgeous mass of brilliant white.

(... een vrouw in een mooie, witte, batisten jurk, die voor een venster staat dat het licht filtert door een transparant, wit, mousseline gordijn - maar de figuur ontvangt een fel licht van rechts en daardoor is het schilderij, afgezien van het rode haar, een prachtige massa helder wit.)
— James McNeill Whistler (begin 1862)

## Tentoonstellingen en kritiek
Whistler wilde met dit schilderij deelnemen aan de jaarlijkse tentoonstelling van de Royal Academy of Arts. Hiervoor werd het werk echter afgewezen. De schilder stelde het daarom tentoon in een kleine galerie in Londen en diende het vervolgens in voor de Parijse salon van 1863. Ook hier weigerde de jury het doek toe te laten. Omdat er dat jaar bijzonder veel kritiek was op de keuze van de jury, werd er op initiatief van Napoleon III een Salon des Refusés georganiseerd waar Het witte meisje een prominente plaats in de buurt van de ingang kreeg toebedeeld. Net als Manets Le déjeuner sur l'herbe, dat op dezelfde tentoonstelling te zien was, baarde Whistlers schilderij veel opzien. De vele positieve reacties gaven de schilder genoegdoening na de eerdere afwijzingen. Onder de bewonderaars bevonden zich bekende kunstenaars als Gustave Courbet, Charles Baudelaire, Théophile Thoré-Bürger en Édouard Manet, die enige jaren later een  schilderij (Het lezen) zou maken dat geïnspireerd is op Het witte meisje. 
Whistler was een vurig aanhanger van L'art pour l'art, een kunstopvatting die in de negentiende eeuw ontstond en stelt dat de waarde van een kunstwerk alleen in het werk zelf gelegen is en niet in een (morele) betekenis of gelijkenis die aan het werk kan worden toegekend. Het was voor de schilder daarom pijnlijk dat de galeriehouder en bezoekers op de eerste tentoonstelling een verband veronderstelden met The Woman in White van Wilkie Collins, een roman die in 1860 was gepubliceerd en een grote populariteit genoot. Whistler reageerde hierop door te stellen dat "zijn schilderij gewoon een meisje voorstelt dat in het wit gekleed is en voor een wit gordijn staat." Dit was een van de eerste malen dat hij zich duidelijk over zijn artistieke positie uitsprak. In de jaren 70 van de negentiende eeuw begon Whistler het werk Symfonie in wit nr. 1 te noemen, een term die de criticus Paul Mantz van de Gazette des Beaux-Arts al tijdens de Salon des Refusés had gebruikt.

## Herkomst
- 1866: de schilder verkoopt het schilderij aan zijn halfbroer George W. Whistler in Londen, maar houdt het zelf in bezit.
- 1875: na het overlijden van George W. Whistler en zijn vrouw komt het werk toe aan hun zoon Thomas Delano Whistler, Baltimore. De schilder stuurt het werk naar hem toe.
- 28 februari 1896: verkocht aan Harris Whittemore, Naugatuck.
- 1897: verkocht aan zijn vader John Howard Whittemore, Naugatuck.
- 1910: nagelaten aan J.H. Whittemore Company, Naugatuck, maar met vruchtverbruik voor John Howard Whittemore's dochter Gertrude.
- 1943: twee jaar na haar dood geschonken aan de National Gallery.

## Afbeeldingen

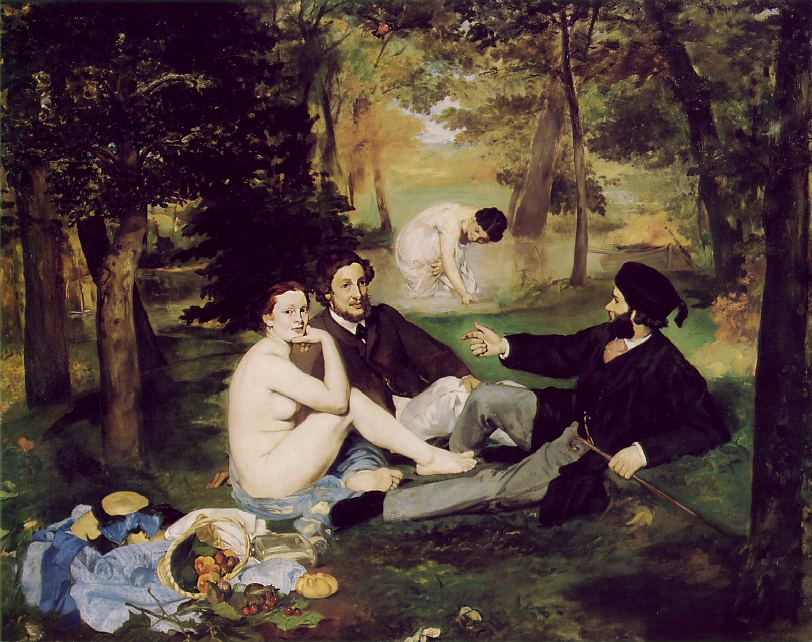
Le déjeuner sur l'herbe - Édouard Manet
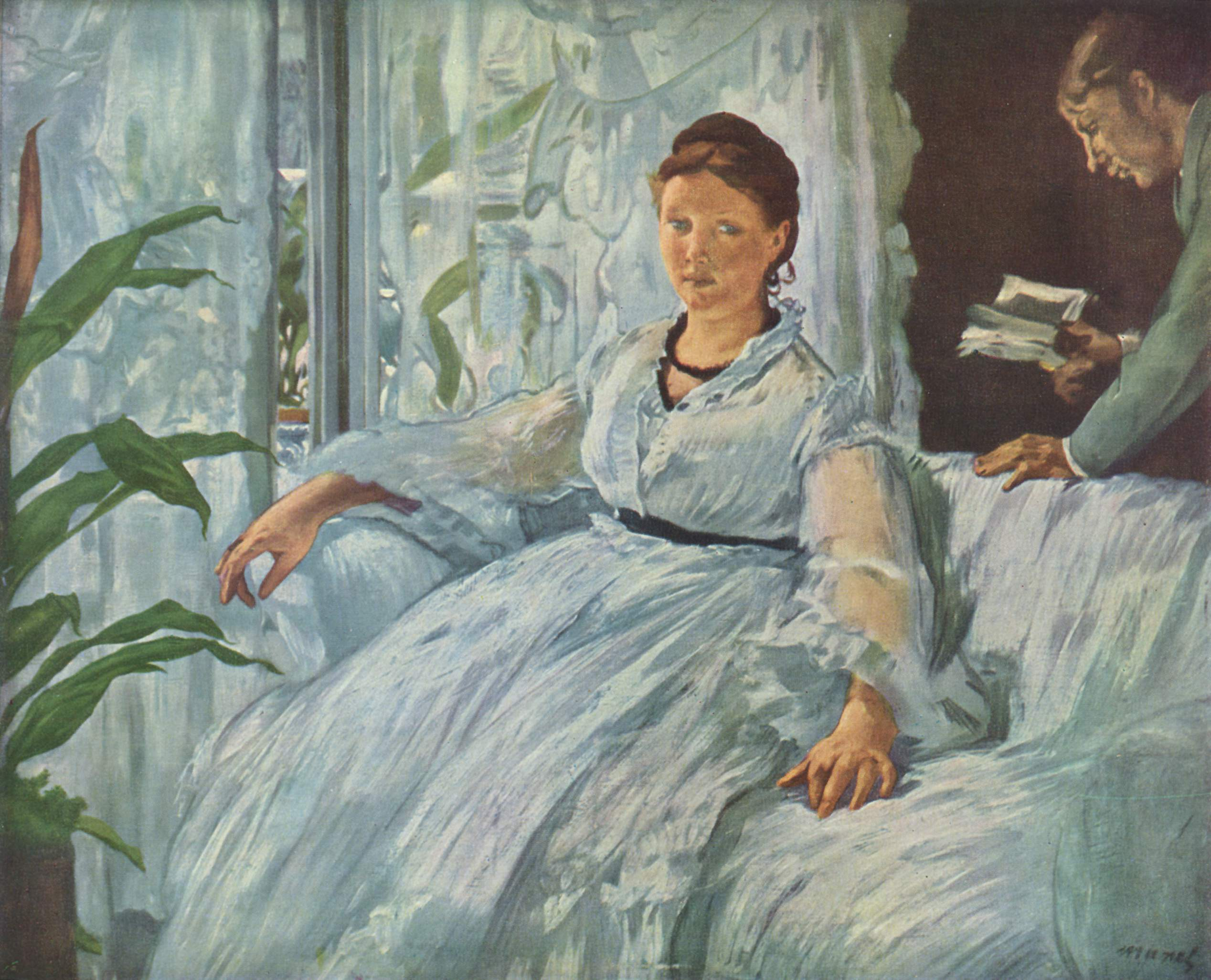
Het lezen - Édouard Manet